# 炸油糍
炸油糍，是一種油炸小食，流行於廣東、廣西、福建等地，與上海的油墩子相似，傳說源自福建、潮州內餡為芋頭的豬腳圈。
製法是將麵粉調成的粉漿倒入特製的杯狀器皿並塗滿四周和底部，加入以五和粉、胡椒粉、糖、鹽、蔴油調味的蘿蔔絲、蝦米、芫茜，再以粉漿覆蓋後炸熟而成。